# Punk Goes Pop 2
Punk Goes Pop 2 es el segundo álbum recopilatorio de la serie Punk Goes... creada por Fearless Records que realiza versiones de canciones pop, y es el octavo álbum de la serie. Salió a la venta el 9 de marzo de 2009, en Reino Unido, y el 10 de marzo de 2009, en Estados Unidos. El álbum debutó en el número 15 del Billboard 200, vendiendo 21,000 copias en su primera semana.
El álbum originalmente se iba a publicar en febrero. Sin embargo, la inclusión de la versión de Chiodos retrasó la fecha un mes. Todos los que reservaron el álbum recibieron una copia original de Punk Goes Pop. El álbum fue publicado en la MTV's The Leak el 3 de marzo de 2009, donde el álbum completo estaba disponible para descarga.

## Listado de canciones
Una lista con las canciones confirmadas salió a la luz el 17 de diciembre de 2008, revelando algunos de los artistas que podrían aparecer en la recopilación. El 8 de julio de 2009, se publicó la lista oficial y definitiva.
| #   | Título                                | Intérprete         | Intérprete Original          | Duración |
| --- | ------------------------------------- | ------------------ | ---------------------------- | -------- |
| 1.  | "What Goes Around.../...Comes Around" | Alesana            | Justin Timberlake            | 4:31     |
| 2.  | "Apologize"                           | Silverstein        | OneRepublic                  | 2:55     |
| 3.  | "...Baby One More Time"               | August Burns Red   | Britney Spears               | 3:10     |
| 4.  | "When I Grow Up"                      | Mayday Parade      | Pussycat Dolls               | 3:38     |
| 5.  | "Over My Head (Cable Car)"            | A Day to Remember  | The Fray                     | 3:31     |
| 6.  | "Smooth"                              | Escape the Fate    | Santana featuring Rob Thomas | 3:58     |
| 7.  | "Ice Box"                             | There for Tomorrow | Omarion featuring Timbaland  | 4:18     |
| 8.  | "Flagpole Sitta"                      | Chiodos            | Harvey Danger                | 3:39     |
| 9.  | "Beautiful Girls"                     | Bayside            | Sean Kingston                | 3:41     |
| 10. | "See You Again"                       | Breathe Carolina   | Miley Cyrus                  | 3:23     |
| 11. | "Disturbia"                           | The Cab            | Rihanna                      | 4:01     |
| 12. | "Toxic"                               | A Static Lullaby   | Britney Spears               | 3:20     |
| 13. | "Love Song"                           | Four Year Strong   | Sara Bareilles               | 3:03     |
| 14. | "I Kissed a Girl"                     | Attack Attack!     | Katy Perry                   | 3:00     |